# マイナポータル
マイナポータルとは、政府が運用しているオンラインサービス。デジタル庁が所管している。法律上の正式名称は「情報提供等記録開示システム」。サービス開始に合わせ『マイナポータル』と呼称するようになった（ #法的位置付けと命名 を参照）。
主に以下の6つの機能を持つ。
1. 自己情報表示機能
2. 情報提供等記録開示機能
3. お知らせ情報表示機能
4. ワンストップサービス
5. 電子私書箱
6. 電子決済サービス

## マイナポータルの各機能

### 自己情報表示機能
行政機関が持つ自己情報を確認可能とするもの。2023年に挙がったマイナンバーデータの誤登録問題の過程で、2023年6月21日、デジタル庁内に「マイナンバー情報総点検本部」が設置された。ここでマイナポータルによって閲覧可能な情報として、以下の29項目が示された。
- 健康・医療 - 1) 健康保険証、2) 診療・薬剤、3) 医療費、4) 予防接種、5) 特定健診・後期高齢者健診、6) 検診（がんなどの検診結果）、7) 医療保険、8) 医療保険その他、9) 学校保健、10) 難病患者支援、11) 保険証の被保険者番号、12) 医療保険情報の提供状況
- 税・所得・口座 - 13) 税・所得、14) 医療費、15) 公金受取口座
- 年金 - 16) 年金、17) 年金その他
- 子ども・子育て - 18) 児童手当、19) ひとり親家庭、20) 母子保健、21) 教育・就学支援、22) 障害児支援・小児慢性特定疾病医療
- 世帯情報 - 23) 世帯情報
- 福祉・介護 - 24) 障害保険福祉、25) 生活保護、26) 中国残留邦人等支援、27) 介護・高齢者福祉
- 雇用保険・労災 - 28) 雇用保険、29) 労災補償

#### 自己情報表示の利用
上記のうち、1) 健康保険証、2) 診療・薬剤、5) 特定健診・後期高齢者健診等はマイナ保険証によって保険医療機関・医療従事者へその内容を提示し、より良い医療が実現できるとされる。情報提示にあたっては、原則として本人の同意が必要。但し、救急搬送等で本人の意思確認ができない場面ではその限りではない。
「3) 医療費」は、e-Taxを用いて確定申告書への自動入力が可能となっている。
自己情報はAPIを介して民間企業への提示も可能（マイナンバーカードと暗証番号を用いた二要素認証による、本人の同意が必要）。例として、鉄道事業者へ「24) 障害保険福祉」を提供することで、身体障害者割引の乗車券をWEB上で購入できるサービスがある。

#### 不開示措置
DV・虐待等の被害者を想定し、自身の情報を不開示とする設定が可能。

### 情報提供等記録開示機能
行政機関同士が自己の情報をやり取りした履歴を確認できる機能。「いつ (when)」「どの機関が (who)」「どの機関へ (where)」「何の情報を (what)」「何のために (why)」やり取りしたかを照会できる。
記録開示機能は「自己情報コントロール権」を保証するものとされる。

### お知らせ情報表示機能
行政機関等から本人の属性に合わせた通知を行なう機能。例として、市区町村からの現況届、国税庁 (e-Tax) からの確定申告のお知らせ、ねんきん定期便など。また民間企業では保険料控除証明書や寄附金受領証明書発行のお知らせが挙げられている。

### ワンストップサービス
各種の行政手続き・申請をオンラインで実施する機能。「ぴったりサービス」とも呼ばれている。従来の窓口での行政手続きでは、当該申請書に住民票や課税証明書等の添付を求められる場合が多かった。しかし、これらの情報はそもそも行政機関が保有しているものである。マイナポータルを用いた電子申請では必要な付随情報は行政機関内で連携が行なわれ、申請者本人からの添付提出を不要としている。その意味から「ワンストップ」と呼称している。
対応可能な手続きは自治体によって異なる。子育て・介護の26手続きについて、全国自治体のオンライン対応状況をデジタル庁がダッシュボード形式で公開している。

### 電子私書箱
民間企業が発行する保険料控除証明書や寄附金受領証明書等をマイナポータルで受け取り、年末調整や確定申告書 (e-Tax) へ連携することができる。マイナポータル連携によって確定申告書へ記入した内容は「原本」を提出したことと同等の扱いになり、書面での5年保管義務も不要となる。

### 電子決済サービス
行政手続きで手数料を要する際に（各種証明書の発行など）、電子決済で納付するサービス。クレジットカードやQRコード決済が利用可能であるが、対応状況は自治体によって異なる。

## 法的位置付けと命名

### システム設置根拠
マイナポータルは、行政手続における特定の個人を識別するための番号の利用等に関する法律（マイナンバー法）附則第6条第3項に基づいて構築されたもの。
附則第六条　３　政府は、この法律の施行後一年を目途として、情報提供等記録開示システム（総務大臣の使用に係る電子計算機と第二十三条第三項に規定する記録に記録された特定個人情報について総務大臣に対して第三十条第二項の規定により読み替えられた行政機関個人情報保護法第十二条の規定による開示の請求を行う者の使用に係る電子計算機とを電気通信回線で接続した電子情報処理組織であって、その者が当該開示の請求を行い、及び総務大臣がその者に対して行政機関個人情報保護法第十八条の規定による通知を行うために設置し、及び運用されるものをいう。以下この項及び次項において同じ。）を設置するとともに、年齢、身体的な条件その他の情報提供等記録開示システムの利用を制約する要因にも配慮した上で、その活用を図るために必要な措置を講ずるものとする。—行政手続における特定の個人を識別するための番号の利用等に関する法律 附則

### システム機能
マイナンバー法附則第6条第4項に、第3項に記載の機能と共にマイナポータル（情報提供等記録開示システム）へ実装すべき機能が定められている。
附則第六条　４　政府は、情報提供等記録開示システムの設置後、適時に、国民の利便性の向上を図る観点から、民間における活用を視野に入れて、情報提供等記録開示システムを利用して次に掲げる手続又は行為を行うこと及び当該手続又は行為を行うために現に情報提供等記録開示システムに電気通信回線で接続した電子計算機を使用する者が当該手続又は行為を行うべき者であることを確認するための措置を当該手続又は行為に応じて簡易なものとすることについて検討を加え、その結果に基づいて所要の措置を講ずるものとする。

一　法律又は条例の規定による個人情報の開示に関する手続（前項に規定するものを除く。）
二　個人番号利用事務実施者が、本人に対し、個人番号利用事務に関して本人が希望し、又は本人の利益になると認められる情報を提供すること。
三　同一の事項が記載された複数の書面を一又は複数の個人番号利用事務実施者に提出すべき場合において、一の書面への記載事項が他の書面に複写され、かつ、これらの書面があらかじめ選択された一又は複数の個人番号利用事務実施者に対し一の手続により提出されること。—行政手続における特定の個人を識別するための番号の利用等に関する法律 附則
#マイナポータルの各機能 との対応は以下のとおり。
1. 附則第6条第3項　…情報提供等記録開示機能
2. 附則第6条第4項第1号　…自己情報表示機能
3. 同第2号　…お知らせ情報表示機能
4. 同第3号　…ワンストップサービス

### 命名
2015年4月3日、甘利明内閣府特命担当大臣（社会保障・税一体改革担当）が、情報提供等記録開示システムを『マイナポータル』と命名することを発表した。

## システム構成
各自治体や行政機関の情報は、それぞれの機関に個別に保有されている（分散管理型である。一元管理型ではない）。これらをLGWAN（総合行政ネットワーク）で接続し、情報提供ネットワークシステムが相互のやり取りを管理している。
マイナポータルは、情報提供ネットワークシステム、およびその先の個別システムから情報を得て見易い形で提供する、一般向けのフロントエンドシステムに位置付けられる。

### ログイン
マイナポータルへのログインには、以下のようなパターンで二要素認証が必要となる
- マイナンバーカード（所持情報）と、暗証番号（記憶情報）[27]
- スマホ電子証明書[28]を搭載したスマートフォン（所持情報）と、「暗証番号（記憶情報）またはスマートフォンの生体認証（生体情報）」[29]

これら二要素認証によって「確実に本人である」との保証の上で、#マイナポータルの各機能 が利用可能となる。

## 提供サービス
マイナポータルでは、各種の行政手続き・申請のオンライン化が順次進められている。可能なオンライン手続きは、自治体によって異なる（全国一律ではない）。デジタル庁は、特に子育て・介護関係の26手続きについて優先してオンライン化を推進しており、全国自治体の取組状況をダッシュボードにて公開している。

### 罹災証明書
罹災証明書のオンライン申請は、2022年度末時点で1,741自治体のうち1,002の自治体が対応している。2023年9月25日、デジタル庁は、未対応自治体の参加を改めて呼び掛けた。
2024年1月5日、能登半島地震 (2024年)に際し、デジタル庁は改めて罹災証明書のオンライン申請を紹介し、河野太郎デジタル大臣とデジタル庁は利用を呼び掛けた。1月23日、河野大臣は、今回災害救助法が適用された47自治体のうち23自治体がマイナンバーカードとマイナポータルを用いたオンラインによる罹災証明書申請を受け付けており、それによる申請は5,575件になったと述べた。続けて、1月26日には、輪島市での罹災証明書申請のうち96%がオンライン申請であると述べた。但し輪島市はマイナンバーカードを用いないオンライン申請も可能としており、左記の割合はそれも含めたものである。

### 出生届
2024年1月28日、出生届を、マイナポータルによるオンライン申請を可能とする方針が報じられた。2024年夏に一部地域で先行導入、2026年度をめどに全国実施する方針。出生届は医師らによる「出生証明書」が必要。出生証明書の電子送信は現在も可能であるが医師の電子署名が必要で、実施自治体は無かった。2024年8月に戸籍法施行規則を改正し、医師の電子署名を不要とする。先行導入期は出生証明書をスマートフォン等で撮影し添付する方式を取る。全国実施時期には、医師らが出生証明書の情報を市町村へ電子送信可能とする。
2024年8月30日、戸籍法施行規則改正。同日、一部自治体で出生届オンライン提出の先行実施開始。
2025年3月19日、オンライン出生届と同時に新生児のマイナンバーカード交付申請ができるようになった。

### 子育て関連申請
2024年2月6日、こども家庭庁において、保育所の見学予約・入園申請等をマイナンバーカードとマイナポータルを用いてオンライン化する構想が報じられた。

### パスポート（日本国旅券）の申請
2023年3月27日よりパスポート（日本国旅券）のオンライン申請が可能となった。但しオンライン申請の対象は、既にパスポートを所持している者が有効期限切れ等のために行なう「切替申請」のみ。有効なパスポートを持っていない者が行なう「新規申請」は対象外。従来、申請時と受領時の2回、窓口へ訪問する必要があったが、その内の「申請」部分がオンライン化された。
2025年3月24日から「新規申請」もオンライン申請に対応した。パスポートの新規申請時は戸籍を提出する必要があり、従来、オンライン化できていなかった。戸籍法施行規則が改正され「戸籍電子証明書提供用識別符号」がマイナポータルで取得・連携できるようになった。これによって戸籍情報のオンライン提出が実現でき、パスポート新規申請のオンライン化が可能となった。顔写真や自筆署名もオンラインから申請可能。また2024年6月21日、発行手数料に関して、マイナポータルからのオンライン申請を書面申請よりも低額とする改定が発表された。

### 給付金申請
2024年7月より、マイナポータルにて各種給付金の申請が可能となった。デジタル庁は自治体向けに、給付支援サービスの総合管理システムを提供している。

### 国家資格管理
国家資格の取得時や引っ越し時の管理事務にマイナンバーカードを用いて、住民票などの添付を不要とするもの。対象資格の総数は約80。2024年6月から8月に介護福祉士、社会福祉士、精神保健福祉士、公認心理師の4資格で開始し、2024年度内に約40資格の手続きをオンラインで完結させる。
2024年8月6日、上掲の4資格のデジタル管理が開始された。オンライン手続きに加え、登録手数料等の支払いもキャッシュレス化される。11月に医師や看護師など27資格、2025年3月に栄養士や准看護師など11資格、2025年4月以降に行政書士や調理師、キャリア・コンサルタントなど42資格に対応する計画。対象は計84資格に上る。
2024年11月12日、デジタル行財政改革会議の第8回会議にて、司法書士、公認会計士、獣医師、電気工事士など40程度の国家資格もデジタル管理の対象に追加拡大する方針が示された。2025年、44の国家資格をデジタル管理対象とする改正法を提出予定。2025年3月7日、閣議決定し、第217回国会へ法案提出、5月16日、可決成立。
なお、弁護士資格は本件デジタル管理の対象外。登録事務を行なう日本弁護士連合会が導入に反対しているため。

### ねんきん定期便
日本年金機構が発行する「ねんきん定期便」について、マイナポータルへプッシュ型で送付される。2024年6月18日に報じられた。2025年1月6日開始。

### 離職票
2025年1月20日より、離職票をマイナポータルで受け取り可能となった。

### 運転免許証（マイナ免許証）
マイナンバーカードへ運転免許証情報を登録した者（いわゆるマイナ免許証を作成した者）は、その内容（特定免許情報）をマイナポータルにて照会可能。アカウント連携登録が必要。免許更新時のオンライン講習も受講可能となる。

### 氏名の振り仮名
2025年5月26日、改正戸籍法が施行され氏名の振り仮名が戸籍や住民票の記載事項となった。この内容確認、および承認や訂正の手続きをマイナポータルから実施可能となった。

## マイナポータルAPI
マイナンバーカードを作成することにより、本人の同意の上で、企業などがAPIを用いてカード所有者本人の情報を政府のサーバーから直接取得することが可能となる。自己情報取得API、医療保険情報取得API等があり、総称して「マイナポータルAPI」と呼ぶ。
この機能はマイナンバーカード固有のものであり、他の身分証（パスポート、運転免許証、健康保険証など）では代替できない。カードのICチップ内に電子証明書を搭載した上で、カード実物（所持要素）と暗証番号（知識要素）による二要素認証を行ない、情報提供が本人の意思であることを確実にする。「本人の同意」の確認は、原則としてマイナポータルにてPCやスマートフォンからマイナンバーカードを読み取り、利用者証明用電子証明書の暗証番号（数字4桁）を入力することで行われる。セブン銀行のATMを利用するケースも存在する（現状、アイフル、セブン銀行へ所得情報を提供する場合のみ）。

### マイナポータルAPIの活用事例
自己情報取得API・医療保険情報取得APIの主な活用事例は以下のとおり。2025年3月時点で197事業がマイナポータルAPIを利用している。
- PHRアプリ - 神奈川県「ME・BYOカルテ」[90][91]、nobori[92][93]、MySOS[94]、健康日記[95]、健康マイレージ[96]、WiTH Health、QUPiO Plus、ReCOELL[97]、harmoワクチンケア[98]、ユビー[99]、kakari[100]、Welbyマイカルテ[101]、KENPOS[102]、ヘルスケアパスポート[103]、CLINICS[104]、デジタル健康手帳、kencom
- お薬手帳 - お薬手帳プラス[105]、EPARKお薬手帳[106][107]、ポケットファーマシー[108][109]、ホッペ[110]、MG-DX[111]、日本薬剤師会[112][113]、harmoおくすり手帳[114]、つながる薬局[115]
- 障害者支援 - ミライロID[116]、ETCカードの障害者割引オンライン申請[117][118]、JR東日本（東日本旅客鉄道）「えきねっと」[119][120]、JR西日本（西日本旅客鉄道）「e5489」[121][122]およびJR九州（九州旅客鉄道）「JR九州インターネット列車予約サービス」[123]での障害者割引乗車券発行[124][125]、NHK受信料の障害者免除制度手続き[126]
- 電子申請・申告 - e-Tax（医療費情報の取得）[127]、高等学校等就学支援金オンライン申請(e-Shien)（保護者の所得額情報の取得）[128][129]
- 所得額情報提供 - 住宅金融支援機構（収入情報取得サービス）[130]、アイフル[131]、セブン銀行[132]、SMBCコンシューマーファイナンス（プロミス）[133][134]、アコム[135][136]
- 福祉事業のための要介護認定情報等の取得 - GunMaaS、mytap
- 基礎年金番号の取得 - iDeCoオンライン手続きサービス、国民年金基金オンライン手続きサービス[137]、企業年金連合会オンライン手続きサービス[138]、みずほ信託銀行源泉徴収票の電子ポータル[139]、三井住友信託銀行年金受給者さま手続きポータル[140]
- 健診情報 - 日本生命保険[141][142]、明治安田生命保険[143][144]

2024年8月より自己情報取得APIにて戸籍情報も取得可能となることから、「独身証明書」を本人の同意の上で民間事業者へ提示可能となる。6月18日、河野太郎デジタル大臣は、詐欺対策としてマッチングアプリ事業者への導入を呼び掛けた。2025年4月30日、サイバーエージェントグループのタップルが、マイナポータルからの独身証明取得機能を初導入した。

### 情報管理
自己情報取得API・医療保険情報取得APIによってマイナンバーカード保有者の情報を企業・団体等が取得した場合は「マイナポータルAPI利用規約」に従って取り扱う必要がある。同規約（全16条）のうち個人情報の取り扱いに関するものは以下の第3条第2項第2号と第3号の2項目である。（予防接種歴、検診情報、乳幼児健診、特定健診、薬剤情報等を取得する場合は、別に「民間PHR事業者による健診等情報の取扱いに関する基本的指針」を遵守する必要がある。）

第3条第2項

Ｗｅｂサービス提供者等は、事前打合せにおいて、デジタル庁が定める様式又は方法により、以下の各号に掲げる事項を満たすこと又は行うことを明らかにするものとします。

一　（略）

二　取得しようとする自己情報について、本人同意を得た期間に限り保持し、及び本人同意を得た目的に限り利用し、並びにその機密性を維持すること。

三　別途デジタル庁が定める情報セキュリティ要求事項を遵守すること。

本人が同意した条項の中に該当する事項が含まれていれば、個人情報を長期間（=本人同意を得た期間）に渡り保有蓄積することも、別の第三者へ（あくまでも同意を得た目的に反しない範囲内で）提供することも可能である。マイナポータルAPIで個人情報を取得した第三者には、公務員のような厳しい守秘義務はない。
マイナポータルAPIは、利用にあたってデジタル庁との事前協議が必要である。企画・利用目的を始め、システム構成やセキュリティ体制等の審査を経て利用可能となる。マイナポータルAPI利用規約では、管理やセキュリティ確保は事業者側が責任を持つが、その責任は「事業者等がデジタル庁に対し負う責任」であり、個人情報を取られるマイナンバーカード保有者本人に対する直接の責任ではなく、カード保有者は反射的利益を持つに過ぎない。またデジタル庁は一切の責任を負わない規約となっている。利用者と事業者等の間では、当該サービスの規約において個別に個人情報の取り扱いが規定される。

### マイナポータルAPIで取得可能な主な情報
国や地方公共団体が保有する情報の内、自己情報取得API・医療保険情報取得APIによって企業・団体等が取得可能となる主なものは次の通り。取得できる情報は、企業・団体毎にその業務に必要なものとデジタル庁が認めたものに限られる（下表の全データが一括で取得可能になるわけではない）。自動車運転免許関係の情報は、マイナンバーカードでは取得できない。
| 分野               | 主な情報 |
| ------------------ | --- |
| 健康・保険         | 予防接種、検診情報、医療保険資格、学校保健、難病患者支援、健康保険証情報 |
| 税・所得・口座情報 | 所得・個人住民税情報、公金受取口座情報 |
| 年金               | 国民年金・被用者年金の給付・保険料徴収の情報、各種年金給付情報 |
| 子ども・子育て     | 児童手当支給情報、ひとり親家庭への自立支援金給付情報・資金貸付情報、母子生活支援保護情報、養育医療費の給付情報、妊娠届出情報、妊産婦・乳児・幼児の健康診断情報、特別支援学校就学に必要な経費情報、障害児通所支援給付情報、小児慢性特定疾病医療費・障害児入所給付費支給情報、特別児童扶養手当の支給情報、障害児福祉手当・特別障害者手当の支給情報 |
| 戸籍・世帯         | 住民票関係情報、戸籍関係情報（2024年8月から） |
| 福祉・介護         | 障害者自立支援に関する給付情報、障害者の療養介護・施設入所支援に関する情報、身体障害者手帳・精神障害者保健福祉手帳・療育手帳情報、生活保護情報、中国残留邦人等支援給付支給情報、介護保険資格・給付情報 |
| 雇用保険・労災     | 雇用保険資格・給付情報、教育訓練給付金、職業訓練受講給付金、高年齢雇用継続給付、職業転換給付金（都道府県実施分）、労働者災害補償給付、地方公務員災害補償法被災情報 |

| 分野                         | 主な情報                                                                     |
| ---------------------------- | ---------------------------------------------------------------------------- |
| 薬剤情報・処方情報・調剤情報 | 保険医療機関・保険薬局等にて処方された薬剤の情報（処方情報、調剤情報を含む） |
| 特定健診情報                 | 健診実施機関で受診した特定健診情報等                                         |
| 医療費通知情報               | 保険医療機関・保険薬局等にて支払った医療費の情報                             |

### 電子申請等API
マイナポータルAPIの一つ「電子申請等API」は、マイナンバーカードから得た情報を民間事業者へ送信し、住所変更手続等を電子申請で行なうもの。いわゆる「引っ越しワンストップサービス」での活用が想定されている。
2023年11月1日、ウェブクルーによるサービス「Smyb（スマイブ）」が、石川県加賀市において、加賀市役所、加賀ケーブル、NTT西日本、北國新聞、マルヰ（新電力）を統合した引っ越しワンストップサービスの提供を開始。サービス基盤は、NTTデータのパーソナルデータ流通基盤「BizMINT」を使用している。
「BizMINT」は、2024年1月に香川県でも引っ越しワンストップサービスを展開する。香川県内全17自治体の他、穴吹ハウジングサービス、STNet、香川県広域水道企業団、xID、ケーブルメディア四国、四国電力が参画。2025年2月3日、香川県内全市町村が参加。
2024年2月19日、北海道札幌市がNTTデータと協定を締結。「BizMINT」による引っ越しワンストップサービスを導入する。2024年11月28日に上掲の「Smyb（スマイブ）」、2025年1月14日に後掲の「引越れんらく帳」にてサービス開始。
2024年3月1日、TEPCO i-フロンティアズが自社のサービス「引越れんらく帳」に「BizMINT」を組み入れ、同サービスから全国の自治体へオンラインによる転出届の提出と、転入・転居における来庁予定の連絡を可能とした。2025年3月3日、首都圏で初めて神奈川県川崎市が導入。

### 期間連携API
マイナポータルAPIは、原則的にはデータ取得ごとにマイナンバーカード（電子証明書）による認証が必要である。期間連携APIは、利用者本人の同意の下、バックエンドで90日間連続してデータ取得を可能とするもの。例として、PHRアプリ・お薬手帳アプリで、処方・調剤情報を自動取得し最新状態に保つものが実用化されている。
- ユビー[173]など

## 機能拡充
運用開始後、以下のとおりマイナポータルの機能拡充が進んでいる。
- 2017年
  - 1月16日 - e-Taxと接続開始[176]
- 2019年
  - 11月5日 - iPhoneへの対応開始[177]
- 2020年
  - 1月20日 - 法人設立ワンストップサービス開始[178]。2021年2月26日対応可能手続き拡充[179]
  - 5月1日以降 - 特別定額給付金のマイナポータルによる申請受付開始[180]。開始時期は自治体によって異なる
  - 8月7日 - マイナンバーカードの健康保険証としての利用登録（いわゆるマイナ保険証としての利用登録）開始[181]
- 2021年
  - 1月4日 - e-Taxにて確定申告の「マイナポータル連携」開始。生命保険料控除証明書等をマイナポータルから取得し申告書へ自動入力可能となった[182]
  - 5月31日 - 画面デザインリニューアル[183]
  - 10月21日 - 特定健診結果（40歳以上の者）をマイナポータルで提供[184]
  - 11月19日 - マイナポータルで医療費通知情報が閲覧可能になった[185]
- 2022年
  - 1月4日 - e-Taxでの「マイナポータル連携」の対象項目拡充。ふるさと納税、地震保険料控除、医療費控除（2021年9月分以降のみ）の自動入力が可能となった[186]
  - 3月28日 - 公金受取口座登録開始[187]
  - 5月11日 - 国民年金の加入や保険料免除に関し、マイナポータルから電子申請開始[188]
  - 9月11日 - マイナポータルで診療情報が閲覧可能になった[189][190][191]
  - 12月19日 - UI/UXを改善した「新マイナポータル（α版）」の試行開始[192]
- 2023年
  - 1月4日 - e-Taxでの「マイナポータル連携」の対象項目拡充。医療費控除（1年分）、国民年金保険料、公的年金等の源泉徴収票の自動入力が可能となった[193][194]
  - 1月26日 - 電子処方箋が稼働開始。同日、マイナポータルでも閲覧可能になった[195][196]
  - 2月6日 - 「引っ越しワンストップサービス」開始。転出届のオンライン化[197][198]（転入届は非対応。来庁が必要）
  - 3月27日 - パスポート（日本国旅券）のオンライン申請開始[199]
- 2024年
  - 3月24日 - トップページをリニューアル[200][201]
  - 6月3日 - 老齢年金請求書のオンライン申請が可能となった[202][203]
  - 8月20日 - 一部の自治体で出生届のオンライン提出が可能となった[42][204]。2025年3月19日、出生届とマイナンバーカード交付の同時申請が可能となった
  - 9月26日 - ホーム画面で医療費が確認可能となった[205]
  - 9月26日 - マイナポータルからのお知らせの内容（具体的な通知文面）を、メールやプッシュ通知に表示するよう改善[206][207]
- 2025年
  - 1月20日 - 離職票をマイナポータルで受取可能となった[75]
  - 3月24日 - マイナ免許証機能の提供開始[78]
  - 5月26日 - 氏名の振り仮名の確認・訂正届の提供開始[82]

## 今後の活用予定
2024年6月21日、第5回「デジタル社会推進会議」が開催され、2024年版の『デジタル社会の実現に向けた重点計画』を決定した。同日閣議決定。以下は、2024年版重点計画に記載されているマイナポータル関連のロードマップである。
- 2024年度下期以降順次 - 公金受取口座について、金融機関経由での登録受付を開始
- 2024年度内
  - 相続時に預貯金口座の所在を簡便に確認可能とする（マイナンバーを付番している場合）
  - ねんきん定期便をマイナポータルへプッシュ送付[73]
- 時期未定
  - 出生証明書の受け取りや提出が不要（医療機関と自治体でデータ連携）
  - 転入届も含めた引っ越し手続きの完全オンライン化
  - 自身の介護情報が確認可能
  - 死亡届と死亡診断書のオンライン提出
  - 技能士資格情報や、技能講習修了証明書、建設キャリアアップカードなどの情報を、マイナンバーカード・マイナポータルへ取り込む

## 沿革
- 2017年
  - 1月16日 - マイナポータルのアカウント登録を開始[212][213]
  - 7月18日 - 情報連携試行運用開始[214]。マイナポータル画面も公開開始[215]。当初は1月開始予定だったが半年延期した[216][217]
  - 11月13日 - 本格運用開始[218][219]。当初は7月開始予定だったが4ヶ月延期した[注 13][220][221]
- 2021年
  - 9月1日 - デジタル庁が設置され、マイナポータルの所管が内閣府からデジタル庁へ移管された[222]
- 2023年
  - 1月4日 - マイナポータル利用規約を改定した[223]
- 2024年
  - 7月10日 - マイナポータル利用規約を改定した[224]

## システム障害
- 2023年
  - 6月17日昼から19日昼に掛けて、マイナポータルの引っ越しサービスが利用不能となる[225]。システムの定期再起動時に意図せずアプリケーションが更新され、電子署名付与機能が無効となったもの[226]。
- 2024年
  - 3月9日14時26分から17時10分頃、マイナポータルで、保険資格情報、薬剤情報、医療費通知情報が取得できない状況が発生[227][228]。確定申告書の作成に影響があった[229]。
  - 7月2日11時頃より、マイナポータルの一部機能が断続的に利用しづらくなる状態が発生[230]。
  - 10月2日8時20分頃から14時15分頃まで、マイナポータルで障害が発生した[231][232]。
  - 12月10日、#国家資格管理 に関して、申請者の本籍地を特定できない事例が生じていることを発表[233]。
- 2025年
  - 5月23日、Androidスマートフォンにて、マイナポータルへログインできない事象が発生した[234]。